# Amroha
Amroha là một thành phố và là nơi đặt ban đô thị (municipal board) của quận Jyotiba Phule Nagar thuộc bang Uttar Pradesh, Ấn Độ.

## Địa lý
Amroha có vị trí 28°55′B 78°28′Đ / 28,92°B 78,47°Đ Nó có độ cao trung bình là 211 mét (692 feet).

## Nhân khẩu
Theo điều tra dân số năm 2001 của Ấn Độ, Amroha có dân số 164.890 người. Phái nam chiếm 53% tổng số dân và phái nữ chiếm 47%. Amroha có tỷ lệ 44% biết đọc biết viết, thấp hơn tỷ lệ trung bình toàn quốc là 59,5%: tỷ lệ cho phái nam là 49%, và tỷ lệ cho phái nữ là 38%. Tại Amroha, 15% dân số nhỏ hơn 6 tuổi.